# 西村卓也 (地学者)
西村 卓也（にしむら たくや） は、日本の地球科学者。専門は地殻変動、測地学。京都大学防災研究所教授、日本自然災害学会常務理事、地震予知連絡会委員。

## 人物・経歴
1991年神奈川県立横浜緑ヶ丘高等学校卒業。1995年東北大学理学部天文及び地球物理学第二学科卒業。1997年東北大学大学院理学研究科修了、修士（理学）。同年建設省入省、国土地理院東北地方測量部測量課。1998年建設省国土地理院地理地殻活動研究センター地殻変動研究室研究員。2000年博士（理学）。2001年文部科学省長期在外研究員（アメリカ地質調査所）。2005年国土交通省国土地理院地理地殻活動研究センター主任研究官。2013年京都大学防災研究所准教授。2021年地震予知連絡会委員。2022年日本地震学会理事。2023年京都大学防災研究所教授、日本自然災害学会常務理事。専門は地殻変動、測地学。

## 受賞
- 2010年 日本測地学会 坪井賞[9]
- 2013年 日本地震学会 論文賞[9]
- 2016年 日本地震学会 論文賞[9]

## 著書
- 日本地震学会地震予知検討委員会編『地震予知の科学』東京大学出版会 2007年